# Charlton Heston
Charlton Heston, artiestennaam van John Charles Carter (Evanston (Illinois), 4 oktober 1923 – Beverly Hills (Californië), 5 april 2008) was een Amerikaans film- en televisieacteur, alsmede burgerrechten- en wapenactivist.

## Levensloop
Heston groeide op als enig kind. Nadat zijn ouders waren gescheiden, hertrouwde zijn moeder in de jaren dertig en ging hij met haar en zijn stiefvader Chester Heston in Wilmette (Illinois) wonen. Hij bleek talent voor toneelspelen te hebben en verwierf daarmee een beurs voor de Northwestern-universiteit. In 1944 nam hij dienst in het leger. Na drie jaar verliet hij het leger en begon een carrière op het toneel. Dat wilde niet zo vlotten en daarom stapte hij over naar de televisie en de film. In 1950 debuteerde hij in de film Dark City.
Een van zijn eerste grote filmrollen was die van Mozes in The Ten Commandments uit 1956 (over de Bijbelse Tien geboden). Zijn acteerloopbaan kreeg een enorme impuls met zijn hoofdrol als Judah Ben-Hur in Ben-Hur uit 1959. Hij ontving hiervoor een Oscar voor de beste hoofdrol. Heston had toen al zo'n tien jaar acteerervaring en twintig rollen op zijn naam staan.
Hij speelde diverse keren in historische drama's, zoals El Cid, Julius Caesar (1970) en Anthony and Cleopatra (1972). Heston schuwde echter ook geheel andersoortige rollen niet. Zo speelde hij een hoofdrol in de sciencefictionfilms Planet of the Apes (1968) en Beneath the Planet of the Apes (1970). Destijds was hij ook in rampenfilms te zien, zoals Earthquake uit 1974. En een jaar daarvoor speelde hij de hoofdrol in het maatschappijkritische Soylent Green, een Big Brother-achtige wereld waarin overheid en commercie samenspannen bij de mysterieuze verdwijning van demonstranten.
In de jaren vijftig en zestig steunde Heston het burgerrechtenactivisme van de Afro-Amerikaanse predikant Martin Luther King en verzette hij zich tegen de Vietnamoorlog. Hij was een groot voorstander van het burgerlijk bezit van wapens en was daarom lid van de National Rifle Association, de invloedrijke Amerikaanse organisatie die het Amerikaanse grondrecht om wapens te mogen dragen verdedigt. In 1997 werd hij er vicevoorzitter van en van 1998 tot 2003 was hij voorzitter. Als zodanig kwam hij in 2002 voor in de documentaire Bowling for Columbine van de Amerikaanse filmregisseur Michael Moore, waarin het particulier wapenbezit wordt gehekeld.
Heston toonde geen ambitie om politicus te worden maar deed in het openbaar wel politieke uitspraken. Had hij eerder in zijn leven afwisselend Democratische en Republikeinse presidenten (onder meer Ronald Reagan) zijn steun betuigd, tegen het eind ervan kwam hij geheel in het Republikeinse kamp terecht.
Vanaf 1944 was hij getrouwd met de actrice/fotografe Lydia Clarke (1923-2018) met wie hij een zoon en een geadopteerde dochter had. In 2002 werd bekend dat hij aan de ziekte van Alzheimer leed. In het voorjaar van 2008 overleed Charlton Heston thuis op 84-jarige leeftijd aan de gevolgen hiervan.

## Filmografie
- Bowling for Columbine (2002)
- Papa Rua Alguem 5555 (2002)
- The Order (2001)
- Town & Country (2001)
- Planet of the Apes (2001)
- Any Given Sunday (1999)
- Gideon (1999)
- Armageddon (1998)
- Hamlet (1996)
- Alaska (1996)
- In the Mouth of Madness (1994)
- True Lies (1994)
- Tombstone (1993)
- Wayne's World 2 (1993)
- Symphony for the Spire (1992)
- Solar Crisis (1990)
- The Little Kidnappers (1990, tv)
- Treasure Island (1990, tv)
- Call from Space (1989) (stem)
- A Man for All Seasons (1988)
- Nairobi Affair (1984)
- Mother Lode (1982)
- The Awakening (1980)
- The Mountain Men (1980)
- Gray Lady Down (1978)
- Crossed Swords (1978)
- Midway (1976)
- Two Minute Warning (1976)
- The Last Hard Men (1976)
- The Four Musketeers (1974)
- Earthquake (1974)
- Airport 1975 (1974)
- The Three Musketeers (1973)
- Soylent Green (1973)
- Antony and Cleopatra (1973)
- Call of the Wild (1972)
- Skyjacked (1972)
- The London Brige Special (1972)
- The Omega Man (1971)
- Julius Caesar (1970)
- The Hawaiians (1970)
- Beneath the Planet of the Apes (1970)
- Number One (1969)
- Will Penny (1968)
- Planet of the Apes (1968)
- Counterpoint (1968)
- Khartoum (1966)
- The War Lord (1965)
- The Agony and the Ecstasy (1965)
- Major Dundee (1965)
- The Greatest Story Ever Told (1965)
- 55 Days at Peking (1963)
- Diamond Head (1963)
- The Pigeon That Took Rome (1962)
- El Cid (1961)
- Ben-Hur (1959)
- The Wreck of the Mary Deare (1959)
- The Buccaneer (1958)
- The Big Country (1958)
- Touch of Evil (1958)
- Three Violent People (1957)
- The Ten Commandments (1956)
- Lucy Gallant (1955)
- The Private War of Major Benson (1955)
- The Far Horizons (1955)
- Secret of the Incas (1954)
- The Naked Jungle (1954)
- Bad for Each Other (1953)
- Arrowhead (1953)
- Pony Express (1953)
- The President's Lady (1953)
- Ruby Gentry (1952)
- The Savage (1952)
- The Greatest Show on Earth (1952)
- Dark City (1950)